# Dégoût

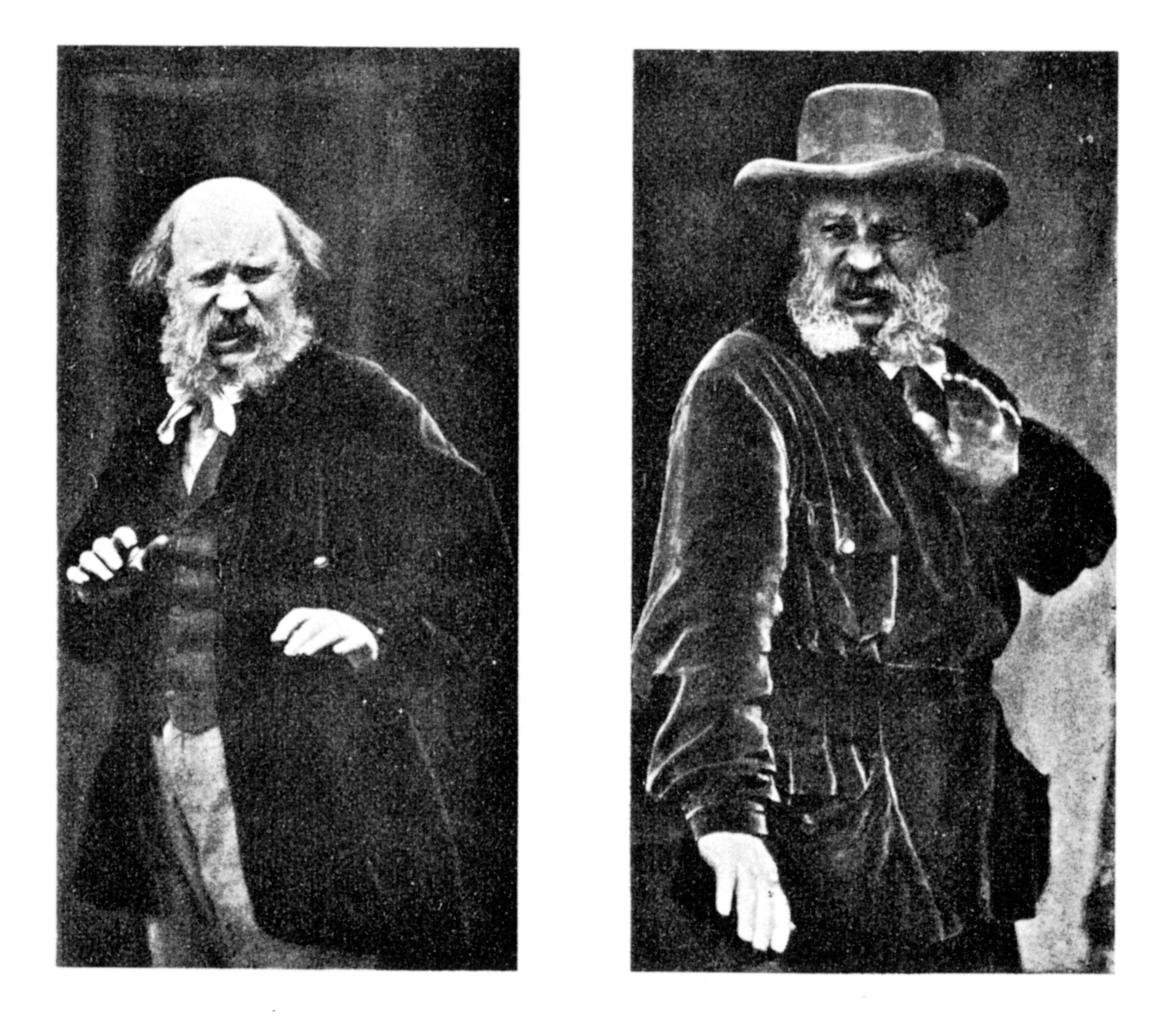
Mimiques de dégoût. Illustration du livre L'Expression des émotions chez l'homme et les animaux de Charles Darwin (1872).

Le dégoût (ou dégout) est une réaction émotionnelle éprouvée par une personne confrontée à ce dont elle n'a pas le goût et/ou qu'elle rejette instinctivement ou culturellement. Depuis les classifications de Charles Darwin puis Paul Ekman, qui ont caractérisé les émotions à travers les expressions faciales, le dégoût est consensuellement classé parmi les émotions de base avec la joie, la colère, la peur, la surprise et la tristesse. 
Le dégoût a des racines à la fois biologiques et culturelles. Le sociologue français Claude Fischler, spécialiste de l'alimentation humaine, considère le dégoût comme « bio-culturel », avec une forte composante émotionnelle.

## Terminologie

### Étymologie
Le terme « dégoût » est attesté avec le sens d’« aversion pour quelqu’un ou quelque chose » depuis 1636. Il s’agit du déverbal du verbe « dégoûter », lui-même dérivé de « goût » avec le préfixe « dé- » et la désinence verbale « -er ». La forme « dégout », sans accent circonflexe, date de la réforme orthographique de 1990.

### Usages et Typologies
La notion est particulièrement utilisée dans le domaine de l'alimentation pour désigner des nourritures que le mangeur ne saurait ingérer du fait de raisons socioculturelles ou biologiques. Néanmoins elle peut s'appliquer à toute chose, événement ou objet qu'une personne peut ne pas apprécier du tout. Parmi les philosophes en phénoménologie du dégoût, différentes typologies ont vu le jour au cours de l'histoire pour classer tous les différents objets de dégoûts.
Par exemple, Georges Bataille différenciait les objets abjectes (dégoûtants et charnels), nobles (angoissants et immatériels) et spectraux (horrifiques). Autre exemple, dans l'ouvrage pluridisciplinaire Jusqu'à la nausée publié en 2022, les auteurs distinguent le dégoût physiologique, moral, existentiel et esthétique. La typologie souvent admise en neurosciences et sociologie, est celle d'Aurel Kolnai décrivant deux groupes : le dégoût physique et le dégoût moral. La classification détaillée ci-dessous reprend celle d'un des premiers psychologues étudiant le dégoût : Paul Rozin.

#### Dégoût fondamental
- le goût d'un aliment ou autre objet : originellement celui de l'amertume, selon les psychologues évolutionnistes[11].

#### Dégoût physique
Les dégoûts primaires : 
- l'odeur (de la sueur aux excrément, purin et bac à graisse par exemple) ;
- les aliments même simplement à leur vue allant jusqu'à la phobie alimentaire ou autres pathologies[12],[13],[14] ;
- les éléments à mi-chemin entre la vie et la mort (les détritus, la pourriture et la décomposition) ;
- la viscosité (les limaces, escargots et vers ou l'écoulement de la boue ou de la lave[9]) ;
- les animaux souvent associés aux détritus (cafards, cloportes, rats, mouches, araignées, etc.) ;
- les animaux parasites (poux, tiques, vers, etc.).

Les dégoûts corporels :
- les bruits produits par le corps (le dégoût d'un bruit étant appelé la misophonie[15] : mastications, reniflements, etc.) ;
- les produits corporels, détachés du corps (ongles, peaux mortes, poils et cheveux) ;
- les déjections corporelles (les excréments et fluides corporels dont la sueur, l'urine, le sperme, le sang[16], la morve) ;
- les déformations corporelles (blessures, boursouflures, excroissances, etc.).

#### Dégoût moral
Les dégoûts interpersonnels :
- le contact physique avec les autres personnes ;
- l'hygiène[17], l'odeur et l'haleine des autres personnes ;
- la chaleur dégagée par les autres personnes ;
- et autres pathologies liées au dégoût de l'autre (psychoses[18]) voire la haine de l'autre (xénophobie).

Les dégoûts socio-moraux se résumant globalement à ce qui est en dehors des normes sociales, morales ou culturelles dont :
- une attitude ou un comportement (vol, inceste[19], mensonge, triche, la contrainte contre son gré[20], etc.) ;
- une idéologie, une croyance ou une manière de vivre (dogmatisme, nazisme, survivalisme, véganisme, etc.) ;
- ou simplement le fait d'être et d'exister (genre (transphobie, sexisme), couleur de peau (racisme), handicap (validisme), âge (agisme)[17], etc.) ;

- et enfin toute autre image apparente, objet socio-culturel ou œuvre artistique pour des raisons esthétiques[21],[22] (roman, peinture, film, etc.).

## Aspects physiologiques

### Système nerveux autonome
Lors du dégoût, la gorge se resserre et le rythme cardiaque diminue, provoqués par le système nerveux parasympathique. Physiologiquement, le dégoût semble donc opposé à la peur ou la colère où le rythme cardiaque s'accélère : un système nerveux sympathique activé. En fonction de l'intensité émotionnelle de dégoût ressenti, une protrusion de la langue avec un réflexe de renvoi peut être présents,.

### Fonction première et évolutionnisme
Les études récentes sur le dégoût se rejoignent pour affirmer que sa fonction première est celle d’un mécanisme d’évitement des maladies. Selon Paul Rozin, le dégoût serait à la base un réflexe physiologique sans phase d’évaluation ou d’élaboration cognitive entre le stimulus et l’expression de l’émotion, ayant pour objectif d'automatiquement rejeter l'objet dégoûté pour ne pas menacer sa propre intégrité, sa santé, sa survie. Un réflexe que les psychologues appellent dégoût fondamental (en anglais : distate ou core disgust) pour le distinguer des autres dégoûts que sont les dégoûts physiques et les dégoût moraux. Toutes ces autres variantes du dégoût auraient évolué à partir de ce même socle commun.
De ce même point de vue évolutionniste, le dégoût serait à l'origine lié au sens du goût. Et plus particulièrement au goût amer. Ce dégoût de l’amertume qu’on observe dès la naissance serait, selon cette interprétation, l’origine évolutive de l’émotion. L’amertume et la toxicité sont souvent en lien dans le règne animal. La fonction première du dégoût semble donc être d'éviter d’ingérer une quelconque substance toxique,.

## Aspects comportementaux

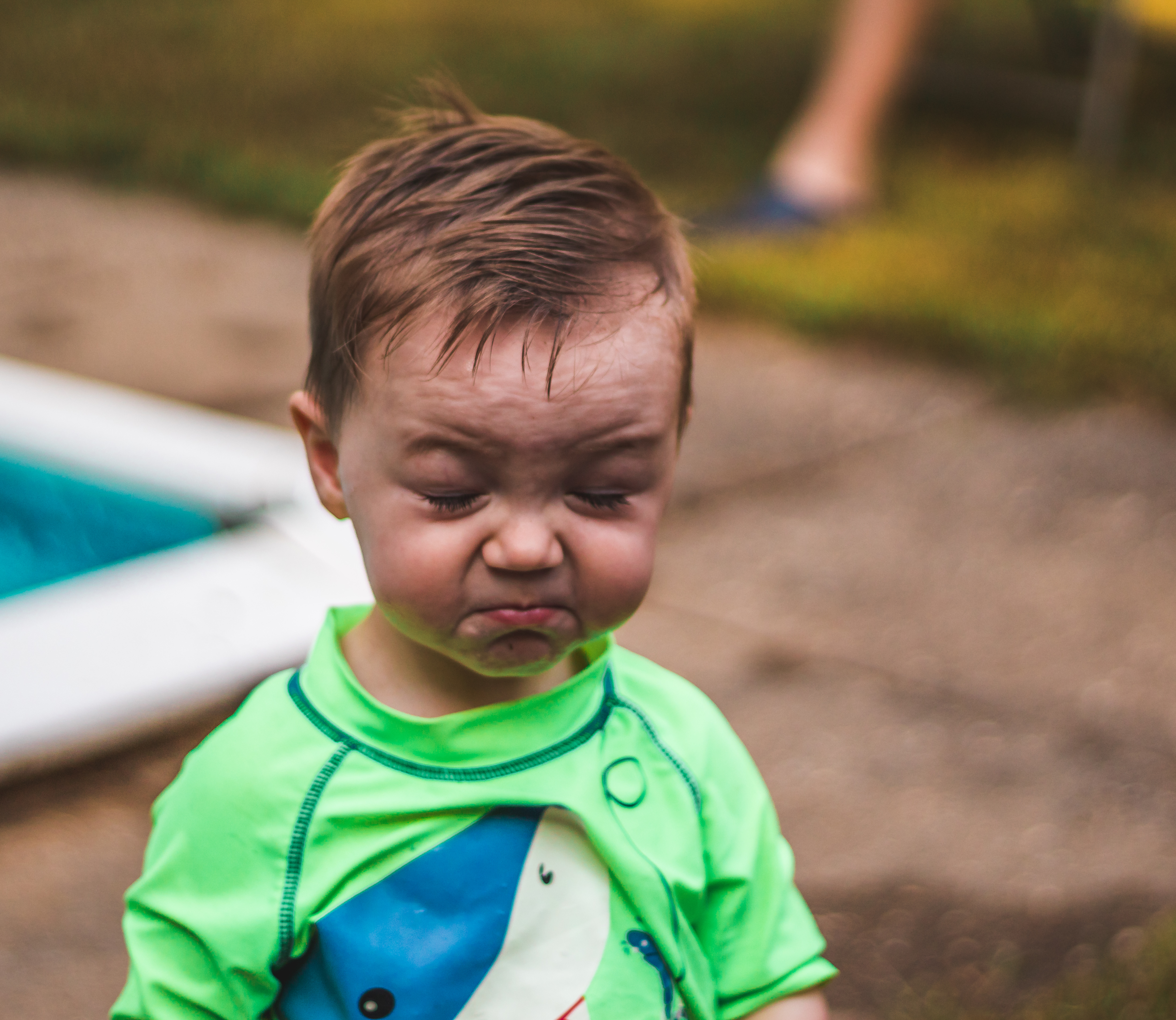
Jeune enfant éprouvant un fort dégout.

### Expression faciale et innéisme
Décrite par Charles Darwin puis Paul Ekman, l'expression faciale du dégoût se résume principalement à un froncement du nez en relevant la lèvre supérieur. L'expression faciale est exprimée dès la naissance. Elle semble donc innée. Cette connaissance, souvent citée, repose toutefois sur une seule étude de 1979 de Jacob Steiner (en). De manière plus générale, des phénomènes de « néophobie alimentaire » sont observés chez les animaux et chez l'enfant.

### Comportement d'évitement
Les comportements d’évitement liés au dégoût sont plus ou moins subtils du simple détournement de regard à faire un pas en arrière en bouchant son nez. En bref, « une mise à distance sensorielle »,. Plus intensément, cet évitement est expérimenté par les nausées, vomissements et autres renvois. Mais ces derniers sont davantage associés à l'aspect physiologique.
Un comportement d'évitement, souvent d'un objet physique (dégoût physique), peut aller jusqu'à éviter une personne ou tout un groupe de personnes (dégoût moral), quitte à nier leur présence même si ces personnes sont des collègues sur un même lieu de travail. L'étude ethnographique d'Agnès Jeanjean le montre à travers des corps de métiers entier. Les personnes travaillant à la morgue ou dans les égouts sont exclues et évitées à la fois physiquement et socialement. Elle parle d’une « institution du dégoût » où les « activités sont repoussées à la marge des établissements de soin ou des espaces urbains ». En terme sociologique, cette exclusion sociale est appelée ostracisme,,.

## Aspects neuroscientifiques
La première zone cérébrale historiquement corrélée au dégoût, est celle associée au sens du goût au sein du cortex insulaire. Le cortex insulaire étant aussi associée de manière générale aux émotions, l'intéroception et la conscience de soi. Le réseau cérébral corrélé à l'expression et au ressenti émotionnel du dégoût associe le cortex insulaire avec les ganglions de le base, l'amygdale et des aires frontales,. L'implication des aires frontales dans ce réseau est davantage corrélée au dégoût plus symbolique et de l'ordre du « dégoût moral »,,.

## Aspects psychologiques

### Une émotion complexe

#### Dégoût et colère
Le dégoût se rapproche davantage de la colère pour les objets de dégoût moral, : pour sanctionner, agir et faire bouger les choses.
La misophonie (le dégoût de certains bruits) provoque souvent de la colère. Cette colère est ressentie à la fois subjectivement et physiologiquement (cœur qui s'accélère, suées voire des tremblements). La colère et le dégoût se différencient sur l'aspect physiologique par un système nerveux sympathique activé pour la colère et plus un système nerveux parasympathique pour le dégoût. Les deux émotions se différencient aussi sur l'aspect comportemental. La colère est plus coûteuse en énergie ; elle provoque une action pour faire changer choses, tandis que la situation de dégoût est plus passive par un simple comportement d'évitement,.

#### Dégoût et peur
Le dégoût se rapproche davantage de la peur pour les objets de dégoût physique, : pour fuir, s'écarter et éviter.
Les réseaux neuronaux du dégoût et de la peur partagent certains centres neuronaux en commun dont : l'amygdale historiquement plus spécifique à la peur et le cortex insulaire historiquement plus spécifique au dégoût,,. Peur et dégoût se différencient toutefois sur l'aspect physiologique par un système nerveux sympathique activé pour la peur et plus un système nerveux parasympathique pour le dégoût.
Le dégoût peut devenir une peur irrationnelle, en croyant que ce qui nous dégoûte vienne nous parasiter ; que l'objet dégoûté rentre en nous et fasse partie de nous, voire que ça devienne ce qui nous définisse. Une peur que l'objet de dégoût vienne corrompre le corps et la personnalité. La philosophe Claire Margat écrit, lors d'une Phénoménologie du Dégoût, que « le dégoût réagit à une effraction de l’intimité corporelle, celle qui définit le corps propre aux deux sens du terme (propreté et propriété) ».
Cette peur irrationnelle peut s'effectuer sur n'importe quel objet de dégoût, qu'il soit socio-moral comme une idéologie ou une religion (par exemple l'islamophobie) ou qu'il soit physique comme un élément pourri ou un animal (par exemple l'arachnophobie). Dans l'arachnophobie, il y a en effet une peur que l'animal rentre en nous pour faire sa petite vie en nous (parasitisme). Selon plusieurs psychologues dont Paul Rozin, la peur des animaux comme les araignées, rats, cafards ou souris, sont davantage de l'ordre du dégoût que de la peur.

#### Dégoût et mépris
Les deux émotions, que sont le mépris et le dégoût, sont assez similaires ayant en commun un rejet moral, mais les sensations internes et les comportements en résultant sont différents. Alors que lors du dégoût il y a une recherche d'évitement, lors du mépris ce comportement d'évitement n'est pas présent. Dit autrement, devant un objet suscitant du rejet moral, le dégoût suscite de l'éviter alors que le mépris suscite de s'en moquer ou de le dominer.

##### Dégoût et joie
Au niveau des corrélats de neuronaux, le pattern général des activations cérébrales du dégoût semble être similaire à celui de la joie, contrairement à d'autres émotions. Cette similarité est interprétée comme une même « conscience intéroceptive ». Et de même que dans le cas de faciès exprimant le plaisir, l'angoisse ou le rire, la vision d'une expression de dégoût sur un visage active facilement chez celui qui la voit une empathie via l'activation des systèmes de neurones miroirs.

#### Dégoût et tristesse
Si une injustice provoquant normalement du dégoût est trop intense, l'émotion pourrait s'associée à la tristesse.

### Différences intraindividuelles et interindividuelles
La sensibilité au dégoût peut varier chez une même personne. Par exemple, l'amertume provoque du dégoût chez le nouveau-né mais devient accepté voire recherché une fois adulte. Pour évaluer sa sensibilité au dégoût, différentes échelles existent dont :
- The Disgust Propensity and Sensitivity Scale (van Overveld et al., 2010)[35] ;
- The Disgust Emotion Scale (Olatujni et al., 2007)[36] ;
- 32-item Disgut Scale (Hartmann et al., 2017)[37].

Ce genre d'échelle permettent de faire des comparaisons entre les individus. Les premières études tendent à montrer, par exemple, que les femmes ont des scores bien plus élevés que les hommes sur l'échelle de sensibilité au dégoût. Cette sensibilité au dégoût peut devenir trop intense au point d'en être pathologique (certains troubles obsessionnels compulsifs) et handicapante (par exemple la misophonie qui est le dégoût de certains bruits du quotidien).

### Biais cognitif
Le dégoût peut être interprété comme une preuve que l'objet dégouté est intrinsèquement nuisible ou mauvais, pour soi, pour son groupe ou pour la société. Ce biais de raisonnement basé sur une simple intuition, une simple émotion, est parfois appelée la sagesse du dégoût.

## Aspects sociologiques

### Un marqueur social
Les goûts et dégoûts ont été des grands objets d'étude de Pierre Bourdieu en sociologie. « Le goût est le dégoût du goût des autres », est une de ses citations célèbre sur le sujet. Cela veut dire que nos goûts et dégoûts se définissent en fonction de ceux des autres. Goûts et dégoûts servent à exprimer l’appartenance (voire l’aspiration) à une classe sociale. Ils jouent « un rôle déterminant dans la manière dont des normes sociales sont intériorisées ». Goûts et dégoûts structurent et ordonnent une société. 
Selon cette vision Bourdieusienne, cela veut dire qu'être dégoûté de l'objet culturel des autres permet de se démarquer, de créer une délimitation sociale entre notre groupe à qui on appartient et les autres extérieurs à ce groupe. Telle une quête d’identité, la personne déteste ce dont elle ne veut pas se construire avec (objet, valeur, idéologie et même des personnes). Enfin, il existe une peur irrationnelle que l'objet culturel dégoûté, du groupe externe, vienne contaminer ou se mélanger aux objets culturels, au groupe interne, jugés de bons goûts. Cette peur allant jusqu'à, par extrapolation, ce que la personne devienne (ou se mette à aimer) elle-même ce dont elle se dégoûte,.

### Aspects culturels
Comme les goûts et les dégoûts varient énormément d'une culture à l'autre et même d'un sous-groupe à un autre, il est difficile de tous les citer. La pilosité n'est qu'un exemple. Chez les chrétiens, européens et aïnous être poilu est historiquement bien vu, puisque la pilosité cache les parties impures ou alors signe de virilité. À l’inverse, chez les musulmans, amérindiens et japonais, être poilu ou garder ses poils est historiquement synonyme de dégoût : s’épiler ou se raser permet d'éviter de garder sur soi les fluides corporels et se distinguer de l’animal en étant plus civilisé.
L'ethnologue Christiane Vollaire montre, dans un ouvrage de 2011, que dans certains métiers (médecine notamment) et dans certaines situations (face à la maladie par exemple), il existe un véritable « tabou du dégoût » en France. À l'inverse, l'ethnologue Clémence Juillet montre, dans on étude de 2017, qu'en Inde les soignants et soignantes expriment délibérément le dégoût, lorsqu'il y a soucis d'hygiène ou des actes médicaux spécifiques (comme l'accouchement) mais aussi pour signifier aux patients qu'ils ne sont pas coopératifs et de mauvais citoyens (mépris).

### Aspects socio-économiques
Un autre thème d'étude est l'impact de l'image d'une entreprise sur son succès commercial ou les réactions de certains consommateurs. « La colère, le dégoût et le mépris conduisent-ils à des formes similaires de résistance du consommateur par rapport à la marque ? », s'interrogent par exemple Perrin-Martinenq S et R Hussant-Zébian.

## Aspects philosophiques

### Positionnement politique
Un simple amorçage artificiel en diffusant des images dégoûtantes à une personne lui induit de ressentir davantage de dégoût à la nouveauté, c'est-à-dire d'être davantage sensible au dégoût. Ce même genre d'études (à la fois en sociologie, psychologie et neurosciences) montrent un lien entre le dégoût et le positionnement politique. Il semble avoir une corrélation entre la sensibilité au dégoût et l'idéologie conservatrice. Autrement dit, quelqu'un qui est très sensible au dégoût a d'une part un réseau neuronal du dégoût qui est sur-représenté et d'autre part une probabilité plus grande de tenir des opinions conservatrices,,.

### Jugement moral
De nombreux philosophes et écrivains se sont intéressés et s'intéressent toujours au jugement de goût, qui a des relations avec les notions de bien, de bon et de mal : de l'éthique au jugement moral,,.

## Le dégoût dans les arts

### Dans la peinture

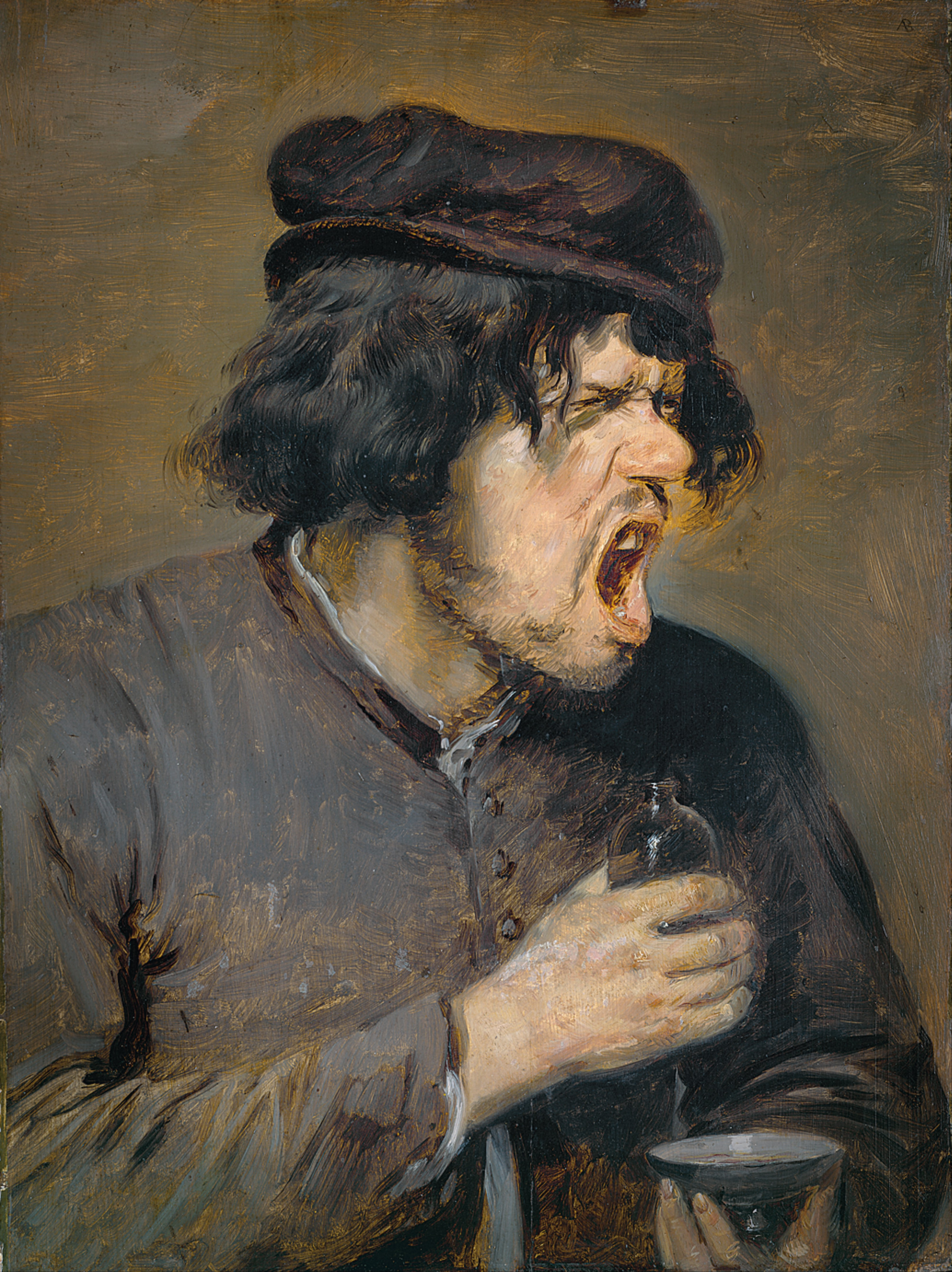
Tableau du peintre flamand Adriaen Brouwer Gorgée amère

Le tableau Gorgée amère du peintre flamand Adriaen Brouwer qui représente un homme écœuré par le breuvage qu'il vient de goûter est une représentation assez fidèle du dégoût tel qu'il est connu.

### Dans la littérature
- Le Dragon dégoûtant est un conte de littérature d'enfance et de jeunesse écrit par Henriette Bichonnier, illustré par Pef, publié en 1986 aux éditions Messidor-La Farandole
- Dégoût est un roman de Laëtitia Chazel publié par les éditions Alma  (ISBN 236-279026-6)
- Contre les dégoûts de la vie publié chez Flammarion en 1986 est un essai de l'écrivain Jean Dutourt.

### Au cinéma
2015 : Vice-versa est le 133e long métrage d'animation des studios Disney. Disgust (Dégoût) est un des personnages du film.

### Dans la bande dessinée
Le dégoût est une bande dessinée de Dante Ginevra (dessinateur) et Diego Agrimbau (scénariste) publié par les éditions INSULA.

### Dans la chanson
- Le dégoût est une chanson du chanteur français Alain Souchon publié dans l'album Toto 30 ans, rien que du malheur... et distribué en 1978. Le refrain reflète bien l'état d'une personne qui ressent cette émotion :

C'était l'dégoût,

L'dégoût d'quoi ? J'sais pas, mais l'dégoût.

Tout petit déjà, c'est fou

Comme tout me foutait l'dégoût !
- C’t’écœurant (le prix de l’argent) est une chanson du chanteur canadien Marc Drouin, distribué en 1984[51].

### Autres évocations
Bloody Disgusting (jeu de mots sur les termes dégoutant et sanglant mais aussi un dégout poussé à une limite supérieure)
est un site web consacré à l'horreur au cinéma, à la télévision et dans les jeux vidéo.